# Los Olivos (Los Santos)
Los Olivos es un corregimiento ubicado en el distrito de Los Santos en la provincia panameña de Los Santos. En el año 2010 tenía una población de 1 259 habitantes y una densidad poblacional de 46,6 personas por km².

## Toponimia y gentilicio
Toma su nombre del olivo, un árbol perennifolio oriundo de la península ibérica, y este de la palabra latina olīvum.
Los Olivos de Los Santos, nace de la huerta que representa un lugar de trabajo temporal; para el caso que nos ocupa, Los Olivitos corresponde al primer poblado que más tarde da origen al actual poblado de Los Olivos cabecera del corregimiento del mismo nombre. Este lugar llamado Los Olivitos se encuentra a pocos metros del grandioso Río La Villa y para los alrededores de los años de 1865 fue tomado como sitio de trabajo agrícola por parte de un lugarteniente de La Villa de Los Santos conocido con el nombre de Don Manuel Cortez.
Don Manuel Cortez formó parte de la Historia sobre el origen del pueblo de Los Olivos, cuando las investigaciones realizadas mediante las fuentes orales de los lugareños más avanzados en edad, aseguran haberlo conocido junto a su esposa Sebastiana Poveda oriuda de La Arena de Chitré; ambos señores se hacían acompañar de un pequeño hijo a quienes nombraron Julián Cortez Poveda.
En el desarrollo de las investigaciones a través de una tesis de grado universitaria, se deja claro que a los integrantes de la familia Cortez Poveda, se les reconoce como los primeros pobladores de Los Olivitos. Todo comienza cuando el Señor Manuel se establece a orillas del Río La Villa en la banda que corresponde a Los Santos frente al Corregimiento de La Arena de Chitré, para realizar en ese lugar los trabajos agrícolas propios de ese entonces; a este espacio geográfico en donde establece su finca le llamó Los Olivitos, motivado por la cantidad de árboles de olivo que allí había. 
Para poder alcanzar los objetivos de trabajo que se propuso el enjuto Señor Manuel, necesitaba de peones jornaleros y mujeres trabajadoras que contribuyeran a las difíciles tareas del campo, fue cuando dispone encontrar a dos familias de las que le habían hablado y que eran ellas las que estarían dispuestas a levantar el compromiso de trabajar la tierra en un sitio en el que reinaba los buenos tratos y la humana característica de un par de esposos que junto a su hijo esperaban mejores días para la subsitencia de finales del siglo XIX. Las familias a las cuales nos referimos son Calderón y Villarreal, ambas de La Arena de Chitré. El trabajo temporal de la huerta se tenía que convertir en un asentamiento permanente, a causa de la temporada lluviosa porque se tornó difícil y peligroso la ida y regreso a La Arena su lugar nativo ya que debían cruzar el río durante las crecientes, de esta manera se fueron quedando en Los Olivitos al lado de su forma cultural; armonizada con la música de acordeón, tambores, guaracha, guitarra, décima y saloma campesina. De esta manera Los Olivos heredó la identidad arenera y por ende ambos pueblos comparten en la actualidad una relación de hermandad y de intercamibio de costumbres con expresiones alegres y con una personalidad trabajadora.
El sitio poblado de Los Olivitos se convierte en el lugar predilecto para las visitas de amigos que más tarde fueron fortaleciendo el aprecio por el hermoso lugar de tierras completamente planas y a una corta distancia de los espacios más poblados y es por esta razón que se da el asentamiento de otra familia, esta vez, originaria de La Villa santeña nuevamente, se trata de la familia Ruiz. Las huertas han sido y son aún escenario del fortalecimiento familiar y del valor de la amistad, por este motivo llega un grupo más de familia en esta ocasión para adquirir por medio de compra las tierras de Don Manuel Cortez. La familia Mendoza originaria de Chitré logra la compra de los terrenos de Don Manuel y este se traslada junto a José Gumersindo Calderón y otros pobladores de Los Olivitos hacia un lugar más cómodo, así inician el poblamiento de un nuevo sitio mucho más sano y menos traumático en época de lluvia puesto que tenía mayor altitud y no estaba en los bajos del río, era una amplia llanura a la que por sus características topográficas y por la cantidad de árboles de olivo le llamaron El Llano de Los Olivos, lugar que alberga hoy día a la hermosa Comunidad de Los Olivos.
DON MANUEL CORTEZ, CONSIDERADO EL PRIMER MESTIZO EN POBLAR A LOS OLIVITOS Y AL LLANO DE LOS OLIVOS. ES UN SÍMBOLO DE HUMILDAD Y SOLIDAD HUMANA.
SU RANCHO SE ESTABA UBICADO EN UN SITIO QUE   EN LA ACTUALIDAD SE ENCUENTRA A LA IZQUIERDA DEL TEMPLO MARÍA INMACULADA, PRÓXIMO AL LEGENDARIO ÁRBOL DE HARINO.
Los datos históricos que se facilitan en esta ocasión están fundamentados en un trabajo de grado realizado por Aris Ariel Calderón Cortez y Malvis Alkira Villarreal Ruiz, facilitadores de Geografía e Historia. Está dedicada información llena de orgullo a todos los lugareños y tiene como propósito el que las personas se interesen por investigar sus orígenes y fortalecer su identidad, alcanzando el compromiso de "Querer a la Patria chica para Honrar a la Nación"
¿QUE REPRESENTA EL 26 DE SEPTIEMBRE PARA EL CORREGIMIENTO DE LOS OLIVOS?
Es la fecha en que se crea el Corregimiento de Los Olivos. Recordemos que en los datos anteriores se mencionó que entre 1860 y 1865 se comienza a poblar un sitio cerca al Río La Villa que recibió el nombre de Los Olivitos. Para 1900 muchas familias siguieron la inspiración de Don Manuel Cortez de trasladarse a un nuevo lugar, más sano y cómodo seguido de José Gumersindo Calderón. Pasaron 67 años y Los Olivos toma un rumbo en el que alcanza  mediante un acuerdo municipal que se le elevara a la categoría de corregimiento.
El artículo N.º 6 de la ley 8 del 1 de febrero de 1954, facultaba a los Concejos Municipales, para acordar la división interna de los municipios. Con el artículo 7 del Decreto Ley 7 del 25 de febrero de 1960, la Dirección de Estadística y Censo de la Contraloría General de la República, presentó la asesoría técnica que se le solicitó para la creación del corregimiento en referencia.
Se elevó a la categoría de corregimiento a la Comunidad de Los Olivos con los siguientes caseríos: Los Olivos (cabecera), Los Olivitos, El Bijao, Quebrada Grande, El Guayabal, Ciénaga Larga, La Atalayita y Llano de El Guásimo. 
El nuevo corregimiento recibió sus límites con la lista de caseríos mediante el proceso legal que facultaba la legislación del momento. Este acto fue presentado a la consideración del honorable Concejo Municipal del distrito de Los Santos a los 21 días del mes de septiembre de 1967, firmado por el presidente del concejo Luis Felipe Saucedo y el secretario del concejo Jorge Suría Pérez; recibido a la fecha, fue llevado al despacho del alcalde para su conocimiento y demás fines legales.
La Alcaldía del distrito de Los Santos contaría con un corregimiento más, el protocolo de la firma que oficializaba a Los Olivos como corregimiento se da bajo la administración del alcalde Jorge Basilio Vaca y el secretario municipal 
correspondiente. De esta forma EL 26 DE SEPTIEMBRE DE 1967 SE CREA EL CORREGIMIENTO DE LOS OLIVOS.
Dentro de la investigación, la Comunidad de Los Olivos, no contaba con las características para lograr su elevación a corregimiento, se debe a Don Darío Moreno Castro éste paso tan significativo; su aprecio hacia la población oliveña y el sentimiento que desarrolló mediante las relaciones laborales de su esposa como maestra en este lugar, hizo que en sus ocupaciones como concejal de La Villa de Los Santos, presentara este proyecto. El concejal Moreno proyecta a los pequeños caseríos como si fueran grandes poblados y los suma a la propuesta de unirse para alcanzar el objetivo propuesto.
Hoy día el Corregimiento de Los Olivos cuenta con las comunidades de Los Olivos (cabecera), El Guayabal, El Bijao, Ciénaga Larga, Quebrada Grande y Los Olivitos. Algunos pueblos que le fueron incorporados al inicio de su creación como corregimiento, han sido trasladados al territorio del vecino del sur, el Corregimiento de El Guásimo; como lo son Llano de El Guásimo que en 1972 pasó a ser San Luis y formó parte desde ese entonces de El Guásimo. Lo más reciente en 1998, La Atalayita pasó a ser parte del vecino corregimiento guasimeño, mediante un proceso de revisión y reorganización del territorio nacional por parte del Ministerio de Gobierno y Justicia, así el Corregimiento de Los Olivos recibe un nuevo límite que buscaba agrupar a las comunidades que geográficamente estuvieran más próximas entre sí, de forma tal que se facilitara y fuera más efectiva la administración comunal.

## Geografía física
Los Olivos se encuentra ubicada en las coordenadas 07°55′00″N 80°29′00″O / 7.91667, -80.48333. De acuerdo con los datos del INEC el corregimiento posee un área de 27 km².

## Demografía
De acuerdo con el censo del año 2010, el corregimiento tenía una población de unos 1 259 habitantes. La densidad poblacional era de 46,6 habitantes por km². 